# Proasellus ljovuschkini
Proasellus ljovuschkini är en kräftdjursart som först beskrevs av Yakov Avadievich Birstein 1967.  Proasellus ljovuschkini ingår i släktet Proasellus och familjen sötvattensgråsuggor. Inga underarter finns listade i Catalogue of Life.